# Matthey-Zwergmaus
Die Matthey-Zwergmaus
(Mus mattheyi) ist eine zu den Afrikanischen Zwergmäusen gehörende Art der Altweltmäuse aus den Feucht- und Grassavannen Westafrikas. Die sehr kleine Maus mit kurzem Schwanz ist oberseits ocker-lohfarben bis kastanienfarben und unterseits weiß. Sie ist nachtaktiv, bodenlebend, nicht gefährdet und wird auch als Heimtier gehalten. Benannt nach Robert Matthey (1900–1982) wurde sie 1969 von Francis Petter (1923–2012) als Mus mattheyi beschrieben.
Von der eng verwandten Hausa-Zwergmaus kann die Matthey-Zwergmaus nur genetisch abgegrenzt werden, von der Temminck-Zwergmaus und der Kleinen Zwergmaus dagegen auch morphologisch.

## Körperbau

### Körpermaße
Die Matthey-Zwergmaus ist eine sehr kleine Maus mit kurzem Schwanz. Sie ist im Schnitt etwas größer als die Hausa-Zwergmaus und kleiner als die Temminck-Zwergmaus.
Ihre Kopf-Rumpf-Länge beträgt 45 bis 66 Millimeter und durchschnittlich 54,1 Millimeter, die Schwanzlänge beträgt 32 bis 47 Millimeter und durchschnittlich 39,1 Millimeter, die Hinterfußlänge beträgt 10 bis 14 Millimeter und durchschnittlich 12,2 Millimeter, die Ohrlänge beträgt 7 bis 10,5 Millimeter und durchschnittlich 9,1 Millimeter und das Körpergewicht beträgt 2,6 bis 8,0 Gramm und durchschnittlich 4,6 Gramm.
Der Schwanz misst etwa 70 Prozent der Kopf-Rumpf-Länge.
Ein Sexualdimorphismus ist nicht erkennbar.
| Maße in Millimetern    | Monadjem und Mitarbeiter, 2015 | Monadjem und Mitarbeiter, 2015 | Monadjem und Mitarbeiter, 2015 | Petter, 2013 | Petter, 2013 | Petter, 2013 | Granjon und Duplantier, 2009 | Granjon und Duplantier, 2009 | Granjon und Duplantier, 2009 | Granjon und Duplantier, 2009 | Granjon und Duplantier, 2009 | Granjon und Duplantier, 2009 | Kouassi und Mitarbeiter, 2008 | Kouassi und Mitarbeiter, 2008 | Kouassi und Mitarbeiter, 2008 |
| Maße in Millimetern    | Monadjem und Mitarbeiter, 2015 | Monadjem und Mitarbeiter, 2015 | Monadjem und Mitarbeiter, 2015 | Petter, 2013 | Petter, 2013 | Petter, 2013 | Männchen                     | Männchen                     | Männchen                     | Weibchen                     | Weibchen                     | Weibchen                     | Kouassi und Mitarbeiter, 2008 | Kouassi und Mitarbeiter, 2008 | Kouassi und Mitarbeiter, 2008 |
| Maße in Millimetern    | Bereich                        | Mittel                         | Anzahl                         | Bereich      | Mittel       | Anzahl       | Bereich                      | Mittel                       | Anzahl                       | Bereich                      | Mittel                       | Anzahl                       | Bereich                       | Mittel                        | Anzahl                        |
| ---------------------- | ------------------------------ | ------------------------------ | ------------------------------ | ------------ | ------------ | ------------ | ---------------------------- | ---------------------------- | ---------------------------- | ---------------------------- | ---------------------------- | ---------------------------- | ----------------------------- | ----------------------------- | ----------------------------- |
| Kopf-Rumpf-Länge       | 45–61                          | 52,9                           | 16                             | 46–60        | 52           | 27           | 50–65                        | 56,2                         | 21                           | 48–66                        | 55,9                         | 16                           | 46–63                         | 54,4                          | 27                            |
| Schwanzlänge           | 32–41                          | 37,6                           | 14                             | 33–44        | 38,4         | 22           | 33–44                        | 38,6                         | 19                           | 36–47                        | 40,0                         | 11                           | 33–45                         | 40,4                          | 27                            |
| Hinterfußlänge         | 11–14                          | 12,1                           | 16                             | 11–13        | 12,1         | 27           | 11–13,5                      | 12,4                         | 22                           | 10–13                        | 12,3                         | 16                           | 11–13                         | 12,1                          | 27                            |
| Ohrlänge               | 7–10                           | 8,8                            | 16                             | 7–10         | 8,8          | 27           | 8–10                         | 9,2                          | 22                           | 9–10,5                       | 9,6                          | 16                           | 8–10                          | 9,3                           | 23                            |
| Körpergewicht in Gramm | 6–7                            | 6,5                            | 2                              | ―            | ―            | ―            | 3,0–7,3                      | 4,5                          | 20                           | 3,2–7,0                      | 4,8                          | 13                           | 2,6–8,0                       | 4,5                           | 20                            |

1. ↑  
Berücksichtigt wurden nur Exemplare mit einem Körpergewicht über drei Gramm und/oder einer Kopf-Rumpf-Länge über 49 Zentimetern.

### Fell und Zitzen
Das Fell der Matthey-Zwergmaus ist oberseits ocker-lohfarben bis kastanienfarben, längs der Rückenmitte gewöhnlich dunkler und unterseits weiß.
Es unterscheidet sich somit vom oberseits blasseren, sandfarbenen Fell der Hausa-Zwergmaus und vom oberseits dunkleren, goldbraunen und dunkelbraun gesprenkelten Fell der Temminck-Zwergmaus.
An den rehfarbenen Flanken grenzt sich das Fell der Oberseite deutlich von dem der Unterseite ab. Die Vorder- und Hinterpfoten sind weiß, die Ohrmuscheln sind grau und der weiße Fleck hinter jeder Ohrmuschel fehlt.
Die acht Zitzen der Weibchen verteilen sich auf je zwei Zitzenpaare in der Brust- und in der Leistenregion.

### Schädel und Gebiss
Der Schädel der Matthey-Zwergmaus weist gewöhnlich V-förmige Choanen auf, die jedoch wie bei der Hausa-Zwergmaus zur U-Form tendieren können. Die Gaumenspalten sind verlängert, jedoch weniger als bei der Hausa-Zwergmaus, und reichen bis zum Hinterrand des ersten Oberkieferbackenzahns zurück.
Die größte Schädellänge beträgt 14,5 bis 19,7 Millimeter und durchschnittlich 16,9 Millimeter, die zygomatische Breite bzw. größte Schädelbreite beträgt 7,2 bis 8,6 Millimeter und durchschnittlich 8,0 Millimeter, die Nasalialänge beträgt 5,3 bis 8,7 Millimeter und durchschnittlich 6,3 Millimeter, die Nasaliabreite beträgt 2,2 bis 2,9 Millimeter und durchschnittlich 2,5 Millimeter, die Interorbitalbreite beträgt 2,9 bis 3,3 Millimeter und durchschnittlich 3,1 Millimeter, die Hirnkapselbreite beträgt 7,3 bis 8,1 Millimeter und durchschnittlich 7,7 Millimeter, die Gehörkapsellänge beträgt 2,6 bis 3,7 Millimeter und durchschnittlich 3,1 Millimeter und die obere Zahnreihenlänge beträgt 2,7 bis 4,0 Millimeter und durchschnittlich 3,1 Millimeter. Die Mandibellänge beträgt 9,6 bis 11,3 Millimeter und durchschnittlich 10,7 Millimeter, die Mandibelhöhe beträgt 3,4 bis 4,7 Millimeter und durchschnittlich 3,0 Millimeter und die untere Zahnreihenlänge beträgt 2,2 bis 3,2 Millimeter und durchschnittlich 2,5 Millimeter.
| Maße in Millimetern                           | Monadjem und Mitarbeiter, 2015 | Monadjem und Mitarbeiter, 2015 | Monadjem und Mitarbeiter, 2015 | Petter, 2013 | Petter, 2013 | Petter, 2013 | Kouassi und Mitarbeiter, 2008 | Kouassi und Mitarbeiter, 2008 | Kouassi und Mitarbeiter, 2008 |
| Maße in Millimetern                           | Bereich                        | Mittel                         | Anzahl                         | Bereich      | Mittel       | Anzahl       | Bereich                       | Mittel                        | Anzahl                        |
| --------------------------------------------- | ------------------------------ | ------------------------------ | ------------------------------ | ------------ | ------------ | ------------ | ----------------------------- | ----------------------------- | ----------------------------- |
| größte Schädellänge                           | 15,3–19,7                      | 17,4                           | 14                             | 15–17        | 16,6         | 6            | 14,5–17,9                     | 16,5                          | 13                            |
| zygomatische Breite bzw. größte Schädelbreite | ―                              | ―                              | ―                              | 8,2–8,6      | 8,4          | 4            | 7,2–8,5                       | 7,9                           | 13                            |
| obere Zahnreihenlänge                         | ―                              | ―                              | ―                              | 2,8–3,0      | 2,9          | 4            | 2,7–4,0                       | 3,1                           | 12                            |

| 1 | · | 0 | · | 0 | · | 3 | = 16 |
| 1 | · | 0 | · | 0 | · | 3 | = 16 |

Dass Gebiss der Matthey-Zwergmaus besteht in jeder Kieferhälfte aus einem Schneidezahn und drei echten Backenzähnen.
Die oberen Schneidezähne bilden einen spitzen Winkel mit der Schädelachse (Opisthodontie).
Der erste Oberkieferbackenzahn ist stark verlängert und unterscheidet sich dadurch morphologisch von dem aller anderen Afrikanischen Zwergmäuse Westafrikas.
Sein vorderer Lobus hat drei Höcker, während es bei der Temminck-Zwergmaus und der Kleinen Zwergmaus vier Höcker sind.
Zudem besitzt er einen Prälobus. Am vorderen Lobus des ersten Unterkieferbackenzahns befinden sich ebenfalls drei Höcker.

## Genetik
Der Karyotyp der Matthey-Zwergmaus gilt als ursprünglich für die Afrikanischen Zwergmäuse.
Im doppelten Chromosomensatz weist er 36 Chromosomen mit ebenso vielen Chromosomenarmen auf und unterscheidet sich dadurch von dem der Hausa-Zwergmaus, der Temminck-Zwergmaus und der Kleinen Zwergmaus.

## Lebensraum und Lebensweise
Der Lebensraum der Matthey-Zwergmaus sind Feuchtsavannenwälder und Grassavannen.
So ist die Art charakteristisch für das Wald-Savannen-Mosaik in Westafrika mit Jahresniederschlägen von 750 bis 1250 Millimetern. Neben natürlichen Lebensräumen bewohnt sie auch Äcker, Gartenkolonien und Dörfer. Sie scheint in etwas trockeneren Gebieten vorzukommen als die Temminck-Zwergmaus, bewohnt im Tal des Niger flussaufwärts von Bamako jedoch nahezu den gleichen Lebensraum wie diese (Syntopie). Die Matthey-Zwergmaus ist nachtaktiv und bodenlebend. Sonst ist über ihre Lebensweise nicht viel bekannt.
Die Populationsdichte könnte gebietsweise recht hoch sein, jedoch wird die Art selten mit klassischen Tierfallen gefangen. Bei einem im Dezember 2005 im Osten des Senegal gesammelten Weibchen wurden vier Embryonen gezählt.

## Verbreitung und Bestand
Das Verbreitungsgebiet der Matthey-Zwergmaus erstreckt sich über die Sudan-Savannen-Zone und die Guinea-Savannen-Zone der Tiefebenen Westafrikas südlich der Sahara.
Aufgrund der uneinheitlichen Zuordnung von Exemplaren wird es in der Literatur sehr unterschiedlich angegeben.
So erkennen Musser und Carleton (2005) als Fundort nur den des Typusexemplars in Ghana an.
Granjon und van der Straeten (2008) führen daneben noch den Senegal, die Elfenbeinküste, Burkina Faso und Mali auf;
Kouassi und Mitarbeiter (2008) dagegen noch Guinea, den Senegal, die Elfenbeinküste, Togo und Mali.
Laut Granjon und Duplantier (2009) ist sie zudem in Niger und im Tschad verbreitet.
Petter (2013) gibt nur einzelne Fundorte in Ghana, der Elfenbeinküste, Burkina Faso und dem Senegal an.
Hinweise auf ein Vorkommen in Nigeria gibt es nicht, jedoch ist die Ostgrenze des Verbreitungsgebietes unbekannt.
Es überlappt sich mit dem der Temminck-Zwergmaus (Sympatrie)
und grenzt an das der Hausa-Zwergmaus (Parapatrie).
Die Weltnaturschutzunion IUCN stufte die Matthey-Zwergmaus 2008 als nicht gefährdet ein. Begründet wurde dies mit der weiten Verbreitung, der gebietsweisen Häufigkeit, dem Fehlen wesentlicher Bedrohungen und dem Vorkommen in ländlichen Gärten. So scheint die Art in geeigneten Lebensräumen häufig zu sein, die Bestände sind stabil und sie kommt in einigen Schutzgebieten wie dem Nationalpark Niokolo-Koba im Senegal vor. 2004 wurde sie ebenfalls als nicht gefährdet eingestuft. 1996 lagen dagegen keine ausreichenden Daten zur Gefährdung vor.

## Systematik und Nomenklatur
Die Matthey-Zwergmaus ist eine Art der Afrikanischen Zwergmäuse.
Aufgrund der drei Höcker am vorderen Lobus des ersten Oberkieferbackenzahns ordnen Granjon und Duplantier (2009) sie der Mus tenellus-Gruppe zu.
Dabei ist sie eng mit der Hausa-Zwergmaus verwandt.
So wurde die aufgrund von morphologischen Ähnlichkeiten angenommene verwandtschaftliche Nähe durch molekularbiologische Untersuchungen bestätigt.
Die Angabe diagnostischer morphologischer Merkmale der Art ist jedoch schwierig.
Bei der Betrachtung großer Reihen gehen die zur Unterscheidung der Matthey-Zwergmaus von der Hausa-Zwergmaus angegebenen Merkmale fließend ineinander über.
Dass die Matthey-Zwergmaus dennoch als eigenständige Art anzusehen ist, zeigen die hohe molekulare Divergenz und chromosomale Unterschiede.
So kann sie anhand ihres Karyotyps von der Hausa-Zwergmaus abgegrenzt werden.
Unterarten der Matthey-Zwergmaus werden nicht unterschieden und ihr werden auch keine Synonyme zugeordnet. Das Typusexemplar der Matthey-Zwergmaus stammt aus der Accra-Ebene in Ghana.
Benannt nach Robert Matthey wurde es 1969 von Francis Petter als Mus mattheyi beschrieben.

## Weiterführende Informationen
Weblinks
- Mus mattheyi in der Roten Liste gefährdeter Arten der IUCN.

## Verwendete Literatur
- Laurent Granjon, Jean-Marc Duplantier: Les rongeurs de l’Afrique sahélo-soudanienne (= Faune et flore tropicales. Band 43). IRD Éditions/Publications scientifiques du Muséum, Marseille 2009, ISBN 978-2-7099-1675-2 (ird.fr [PDF]).
- Laurent Granjon, Erik van der Straeten: Mus mattheyi. In: IUCN 2013 (Hrsg.): IUCN Red List of Threatened Species. Version 2013.1. 2008.
- Stéphane Kan Kouassi, Violaine Nicolas, Vladimir Aniskine, Aude Lalis, Corinne Cruaud, Arnaud Couloux, Marc Colyn, Mireille Dosso, Lamine Koivogui, Erik Verheyen, Chantal Akoua-Koffi, Christiane Denys: Taxonomy and Biogeography of the African Pygmy Mice, Subgenus Nannomys (Rodentia, Murinae, Mus) in Ivory Coast and Guinea (West Africa). In: Mammalia. Band 73, Nr. 3, S. 237–252, doi:10.1515/MAMM.2008.035.
- Ara Monadjem, Peter J. Taylor, Christiane Denys, Fenton P. D. Cotterill: Rodents of Sub-Sharan Africa: A Biogeographic and Taxonomic Synthesis. De Gruyter, Berlin/München/Boston 2015, ISBN 978-3-11-030166-3.
- Guy G. Musser, Michael D. Carleton: Superfamily Muroidea. In: Don E. Wilson, DeeAnn M. Reeder (Hrsg.): Mammal Species of the World: A Taxonomic and Geographic Reference. 3. Auflage. The Johns Hopkins University Press, Baltimore 2005, ISBN 0-8018-8221-4, S. 894–1531.
- Francis Petter: Une souris nouvelle d’Afrique occidentale Mus mattheyi sp. nov. In: Mammalia. Band 33, Nr. 1, 1969, S. 118–123, doi:10.1515/mamm.1969.33.1.118.
- Francis Petter: Mus haussa: Hausa Pygmy Mouse. In: David C. D. Happold (Hrsg.): Mammals of Africa. Volume III: Rodents, Hares and Rabbits. Bloomsbury, London u. a. 2013, ISBN 978-1-4081-2253-2, S. 480–481.
- Francis Petter: Mus mattheyi: Matthey’s Pygmy Mouse. In: David C. D. Happold (Hrsg.): Mammals of Africa. Volume III: Rodents, Hares and Rabbits. Bloomsbury, London u. a. 2013, ISBN 978-1-4081-2253-2, S. 483–484.